# Callaeum clavipetalum
Callaeum clavipetalum är en tvåhjärtbladig växtart som beskrevs av David Mark Johnson. Callaeum clavipetalum ingår i släktet Callaeum och familjen Malpighiaceae. Inga underarter finns listade i Catalogue of Life.